# Torii Suneemon
Pour les articles homonymes, voir Torii (homonymie).
Torii Suneemon est un nom japonais traditionnel ; le nom de famille (ou le nom d'école), Torii, précède donc le prénom (ou le nom d'artiste) Sune'emon.
Torii Sune'emon (鳥居 強右衛門, 1540-1575) est un samouraï de la période Sengoku. Il appartient au clan Torii, vassal des Tokugawa.
Il s'est rendu célèbre durant le siège du château de Nagashino en 1575. En effet, alors que le château est assiégé par les troupes de Katsuyori Takeda, il s'en échappe en nageant dans le fossé pour aller avertir Ieyasu Tokugawa et Nobunaga Oda. Capturé sur le chemin du retour par les Takeda, il se voit offrir la vie sauve par Katsuyori s'il accepte d'entrer à son service et de crier aux défenseurs du château qu'aucun secours ne peut arriver. Torii accepte mais profite de l'occasion pour les avertir de l'arrivée de l'armée Oda-Tokugawa, ce qui lui vaut d'être crucifié. S'ensuit alors la fameuse bataille de Nagashino.
L'incident qui lui a coûté la vie a fait de Torii Sune'emon l'archétype de la loyauté et de la bravoure des samouraïs.